# Фарнобий
Фарнобий (лат. Farnobius) — предводитель одного из отрядов готов-гревтунгов.
В 376 году готы, бежавшие от гуннов, прибыли к Дунаю и попросили римлян дать им возможность переправиться через реку, однако получили отказ. Воспользовавшись отвлечением римлян, готы Фарнобия и других вождей переправились через Дунай. После начала Готской войны Фарнобий повёл своих людей в Мёзию Вторую вместе с двумя другими племенами гревтунгов во главе с Алафеем и Сафраком.
В 377 году Фарнобий со своим отрядом, к которому в то время присоединились готы-тайфалы, атаковал римский лагерь в Берое, которую оборонял комит по военным делам Фригерид. Фригерид был вынужден отступить из Фракии в Иллирик, где ему удалось получить подкрепление. Затем он начал возвращаться во Фракию, двигаясь через горы, где он встретил войска Фарнобия, которые пытались пересечь же горы. В бою, который за этим последовал, Фарнобий был убит, а его войска разгромлены.
После поражения Фарнобия остатки его отрядов были поселены в Италии.